# Cinara deodarae
Cinara deodarae är en insektsart. Cinara deodarae ingår i släktet Cinara och familjen långrörsbladlöss. Inga underarter finns listade i Catalogue of Life.